# 莠竹皮特黑粉菌
莠竹皮特黑粉菌（学名：Franzpetrakia microstegii）是属于黑粉菌目黑粉菌科皮特黑粉菌属的一种真菌，寄生在束尾草属植物上。该种分布于中国、印度。